# Törcsvár község
Törcsvár község (románul: Comuna Bran) község Brassó megyében, Romániában. Központja Törcsvár, beosztott falvai Kispredeál, Simon, Szohodol.

## Népessége
A 2011-es népszámlálás adatai alapján a község népessége 5181 fő volt.